# Girobicúpula triangular elongada
En geometría, la girobicúpula triangular elongada es uno de los sólidos de Johnson (J36). Como sugiere su nombre, puede construirse elongando una "girobicúpula triangular," or cuboctaedro, insertando un prisma hexagonal entre sus dos mitades, que son cúpulas triangulares (J3) congruentes. Al rotar una de las cúpulas 60 grados respecto de la otra antes de la elongación se obtiene la ortobicúpula triangular (J35).
Los 92 sólidos de Johnson fueron nombrados y descritos por Norman Johnson en 1966.